# Sergueï Chiriaïev
Pour les articles homonymes, voir Chiriaïev.
Sergueï Iourievitch Chiriaïev (en russe : Серге́й Юрьевич Ширя́ев ; en anglais : Sergey Shiriaev), né le 8 février 1983 à Gorki, est un fondeur russe. 

## Carrière
Il débute en Coupe du monde en 2002 et remporte son premier podium individuel (3e place) le 23 janvier 2008 à Rybinsk en Russie.
Testé positif à l'EPO lors d'un contrôle hors-compétition effectué le 21 février 2007 à Sapporo. Il revient à la compétition en Coupe du monde le 21 novembre 2009 à Beitostølen et termine 42e à l'épreuve du 15 km style libre.

## Palmarès

### Jeux olympiques d'hiver
| Épreuve / Édition | Sprint                           | Sprint    | 15 km | 15 km                            | Poursuite 2 × 15 km | 50 km   | Relais | Relais    |
| Épreuve / Édition | libre                            | classique | libre | classique                        | Poursuite 2 × 15 km | 50 km   | Sprint | 4 × 10 km |
| JO 2010 Vancouver | Épreuve inexistante à cette date |           | 31e   | Épreuve inexistante à cette date |                     | Abandon |        |           |

### Coupe du monde
- Meilleur classement final : 27e en 2007.
- 2 podiums dans des épreuves de coupe du monde : 
  - 1 podium en épreuve par équipe dont : 1 victoire.
  - 1 podium en épreuve individuelle, une troisième position.

 Dernière mise à jour le 23 janvier 2010 
Il compte également une victoire d'étape lors du Tour de ski 2006-2007 à Cavalese et une autre lors des Finales en 2009 à Falun.

### Autres
Il a remporté deux titres nationaux en 2009 et 2011 au 30 km poursuite et 50 km respectivement.